# Wanted Sabata
Wanted Sabata è un film italiano del 1970 di genere western all'italiana diretto da Roberto Mauri che dirige per la sua prima volta Brad Harris, il quale interpreta per la prima volta il personaggio di Sabata, sostituendo Lee Van Cleef.

## Trama
Il celebre pistolero Sabata viene condannato all'impiccagione per omicidio. Lui è innocente, ma è vittima di un complotto che lo incastra; riuscirà a salvarsi grazie ai suoi amici, ma susciterà le ire del potente di turno, che tenterà nuovamente di ucciderlo.